# Вернись живым
«Вернись живым» (укр. Повернись живим) — украинский фонд, один из крупнейших фондов помощи украинским военным.
С 2014 года фонд собрал более 190 млн грн в помощь армии. Фонд обеспечивал военные подразделения в зоне боевых действий на Донбассе тепловизорами и приборами ночного видения, мобильными комплексами наблюдения, беспилотниками, комплектами для разминирования и другой высокоточной техникой. В зону боевых действий на Донбассе за время работы передано около одной тысячи тепловизоров, более 250 квадрокоптеров, 1500 планшетов с установленными программами «ARMOR». Фонд обучает военных по пяти инструкторским направлениям, в частности, снайперов, саперов, артиллеристов, операторов БПЛА и предоставляет знания по медицинской помощи. Инструкторы фонда за время работы научили более 10 тысяч военных.
«Вернись живым» также разрабатывает аналитику в оборонной сфере. Реализует проекты по спортивной реабилитации ветеранов и развитию ветеранского бизнеса.

## История

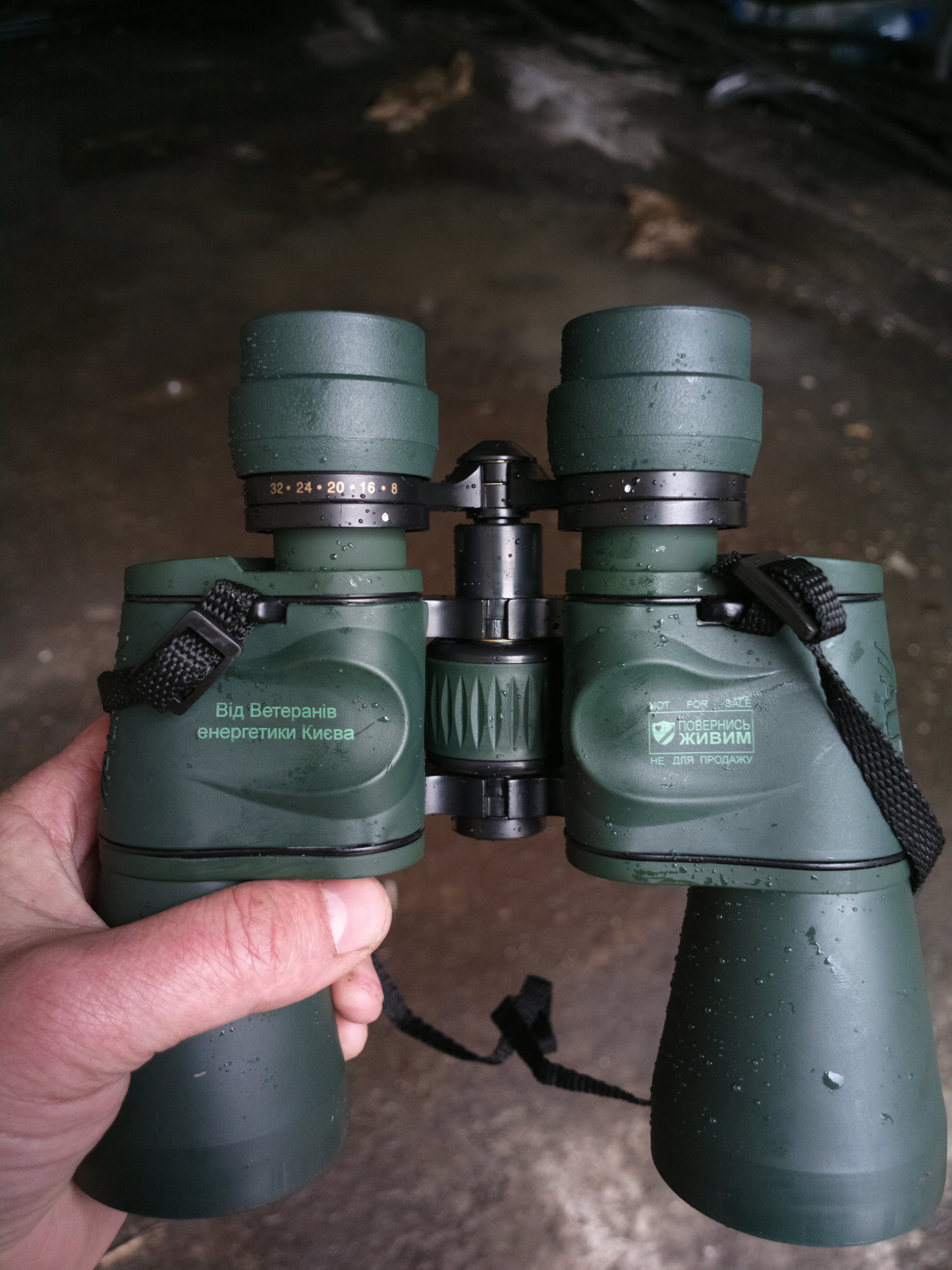
Бинокль от ветеранов энергетики Киева и «Вернись живым». Видна маркировка «Не для продажи».

Организацию учредил в 2014 году киевский специалист по информационным технологиям Виталий Дейнега. Помощь военным он начал, подобно другим волонтерам, с закупки бронежилетов. На них он писал имена спонсоров и слова, которые вскоре стали названием его группы в Facebook, а затем и благотворительного фонда.
По словам Дейнеги, первая партия его помощи поступила на фронт 14 мая 2014 года. Вскоре он пришел к выводу, что потребность в тепловизорах и приборах ночного видения больше, чем в бронежилетах, и с тех пор его группа специализируется именно на них. Первоначально организация помогала 80-й и 95-й бригадах, а затем стала присылать помощь и многим другим подразделениям.
К моменту основания фонда в нём работало три человека, по состоянию на октябрь 2015 года в него входило уже 16, а по состоянию на июнь 2016 года — 45. Среди них были волонтеры не только из Киева, но и из Львова, Днепра, Винницы. По состоянию на 2019 год в работе фонда участвовало около 70 человек. На декабрь 2021 года количество сотрудников составляло 24.
За первые полтора месяца работы фонда было собрано почти 1,5 млн гривен, за полгода — 12,6 млн, за год — 50 млн, за полтора года — 70 млн. 21 декабря 2016 года группа сообщила о сборе 100 млн гривен, а 11 февраля 2022 года — 200 млн. Средний размер взноса (на май 2017 года) составляет около 1000 грн, а за день поступает около 80 пожертвований. Больше всего помощи поступало во время наиболее интенсивных боевых действий. По данным опроса начала 2018 года, организации жертвовали средства 4 % респондентов (по этому показателю она вместе с «Армией SOS» занимает второе место в Украине после общества Красного Креста).
Сначала группа собирала средства на счёт в Международном благотворительном фонде «Украина! Я за тебя!», позднее был учрежден Международный благотворительный фонд «Вернись живым».
13 мая 2020 года Виталий Дейнега передал председательство в фонде бывшему министру по делам ветеранов, временно оккупированных территорий и внутренне перемещённых лиц, ветерану войны на Донбассе Оксане Коляде. 23 ноября 2020 года организацию возглавил бывший морской пехотинец и волонтёр, соучредитель «Украинского милитарного портала» Тарас Чмут.
ФСБ в 2022 году объявила предостережение нескольким гражданам России за денежные переводы в фонд «Вернись живым», а в 2024 году из-за аналогичных действий задержала жителя Новгородской области по делу о государственной измене. Весной того же года фонд объявили «нежелательной организацией» в России.

## Структура
Отделы фонда по состоянию на 2021 год:
- аналитический (анализ информации в секторе безопасности и обороны);
- военный (обеспечение войск и разнообразные курсы);
- медийный (коммуникация и отчетность о работе);
- ветеранский (реабилитация и реинтеграция ветеранов, организация соревнований);
- креативный (видео- и аудиореклама, партнерские программы);
- административный.

## Деятельность
Организация декларирует принципы аполитичности, открытой отчётности и приоритетности целевого распределения помощи. Она работает прежде всего с военными, которые находятся в горячих точках и имеют самые сложные военные задачи. Согласно её отчёту, по состоянию на октябрь 2015 года её помощь получили 66 подразделений. Передаваемые вещи ставятся на баланс воинской части, а военные предоставили волонтерам акт приёма-передачи. Сначала оборудование оставалось за военным формированием навсегда, а с 2016 года была налажена его передача сменщикам, ротирующим это формирование на позициях. На ценные приборы ставится маркировка «Вернись живым» и надпись «Не для продажи» на украинском и английском языках. В ноябре 2014 года организация сообщила, что начинает гравировать на каждом приборе ещё и уникальный номер — для более эффективного предотвращения кражи и большей прозрачности деятельности. Военные части, на учёте которых есть оборудование, переданное фондом, регулярно проходят проверку на предмет фактического наличия полученного оборудования. Данная проверка подтверждается актами.